# Созиген (перипатетик)
Созиген (др.-греч. Σωσιγένης; II в. н. э.) — греческий философ, наставник Александра Афродисийского. Он автор сочинений по логике, оптике и произведения «О вращении сфер» (Περί των ανελιττουσών), важные отрывки из которого сохранились в комментариях Симпликия к сочинению Аристотеля «О небе».
Он критиковал как Аристотеля, так и Евдокса Книдского за их теорию о небесных сферах и эпициклах, которые, по его убеждению, не соответствуют философским принципам Аристотеля. Созиген указывал, что яркость планет заметно меняется, что иногда случаются полные солнечные затмения и расстояния между Солнцем, Луной и Землёй отличаются при разных затмениях.

Созигена называют «перипатетиком» единственно в его отношении к Александру Афродисийскому. Фактически, в древних источниках его называют стоиком. Имя философа упоминается в сочинениях Александра Афродисийского, Дексиппа, Аммония, Прокла, Симпликия.
Его часто путают с римским астрономом Созигеном Александрийским.